# Liste des sites du Paléolithique inférieur en Afrique
Le Paléolithique inférieur commence en Afrique il y a 3,3 millions d'années avec le plus ancien site préhistorique connu ayant livré des outils lithiques, Lomekwi 3, au Kenya. Il se poursuit avec l'industrie oldowayenne, à partir de 2,6 millions d'années, puis avec l'industrie acheuléenne, qui apparait en Afrique de l'Est il y a 1,76 million d'années. Les industries du Paléolithique moyen émergent en Afrique à partir d'environ 400 000 ans, mais connaissent une longue coexistence avec l'Acheuléen, dont les derniers sites connus sont datés d'environ 150 000 ans.

## Lomekwien
- Lomekwi 3, lac Turkana, Kenya, 3,3 Ma[1]
  - C'est le plus ancien site lithique connu dans le monde. Il précède de 500 ka le premier fossile connu attribué au genre Homo. Ce site a permis de définir une nouvelle industrie, jugée plus archaïque que l'Oldowayen : le Lomekwien.

## Oldowayen
L'Oldowayen a été trouvé en Afrique entre 2,6 et 1,3 million d'années.

### Éthiopie

#### Vallée de l'Awash
- Ledi Geraru, bas-Awash, 2,59 Ma

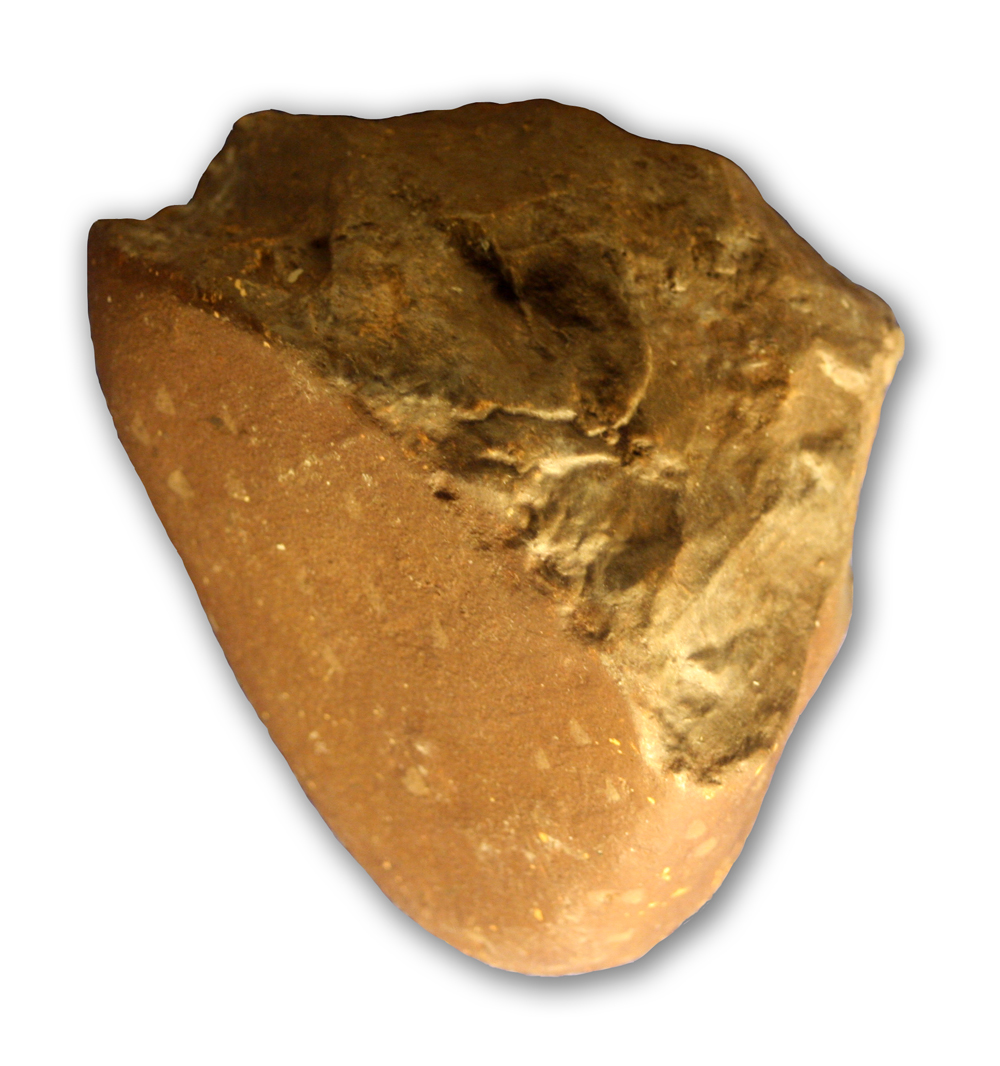
Galet aménagé, Hadar, Éthiopie

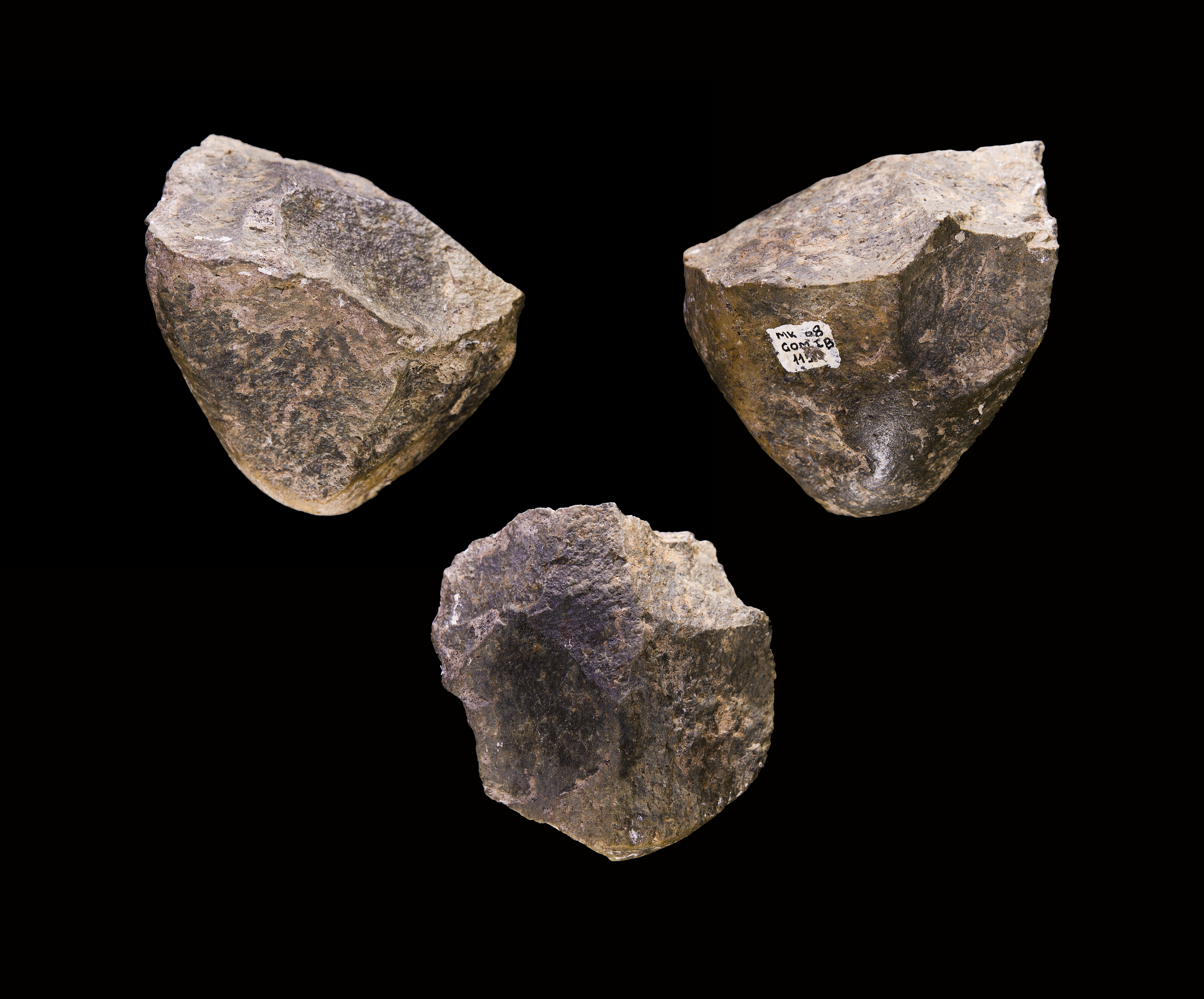
Galets aménagés, 1,7 million d'années, Melka Kunture, Éthiopie

  - C'est le plus ancien site oldowayen connu en Afrique, et le deuxième plus ancien après Lomekwi 3, toutes industries confondues.
- Kada Gona, bas-Awash, 2,56 Ma
  - Ce site est longtemps resté le plus ancien site oldowayen d'Afrique.

- Hadar, bas-Awash, 2,33 Ma
- Melka Kunture, haut-Awash, 1,7 Ma à 1,3 Ma[3]
- Barogali, Djibouti

#### Vallée de l'Omo
- Formation de Shungura, Bas-Omo, de 2,3 à 2 Ma
  - Cette formation géologique a une puissance de 766 m, allant de 3,6 à 1,05 Ma, mais seule une tranche d'environ 300 ka a livré de l'outillage lithique (dont beaucoup de petits éclats en quartz)[4].
- Omo 57-F, Omo, 2,33 Ma
- Fejej, Omo, 1,96 Ma[5]
- Konso Gardula (KGA 19), 1,92 Ma

### Kenya
- Lokalalei, lac Turkana, 2,34 Ma
- Kokiselei 5, lac Turkana, 1,8 Ma
- Kokiselei 4, lac Turkana, 1,76 Ma[6]

### Tanzanie

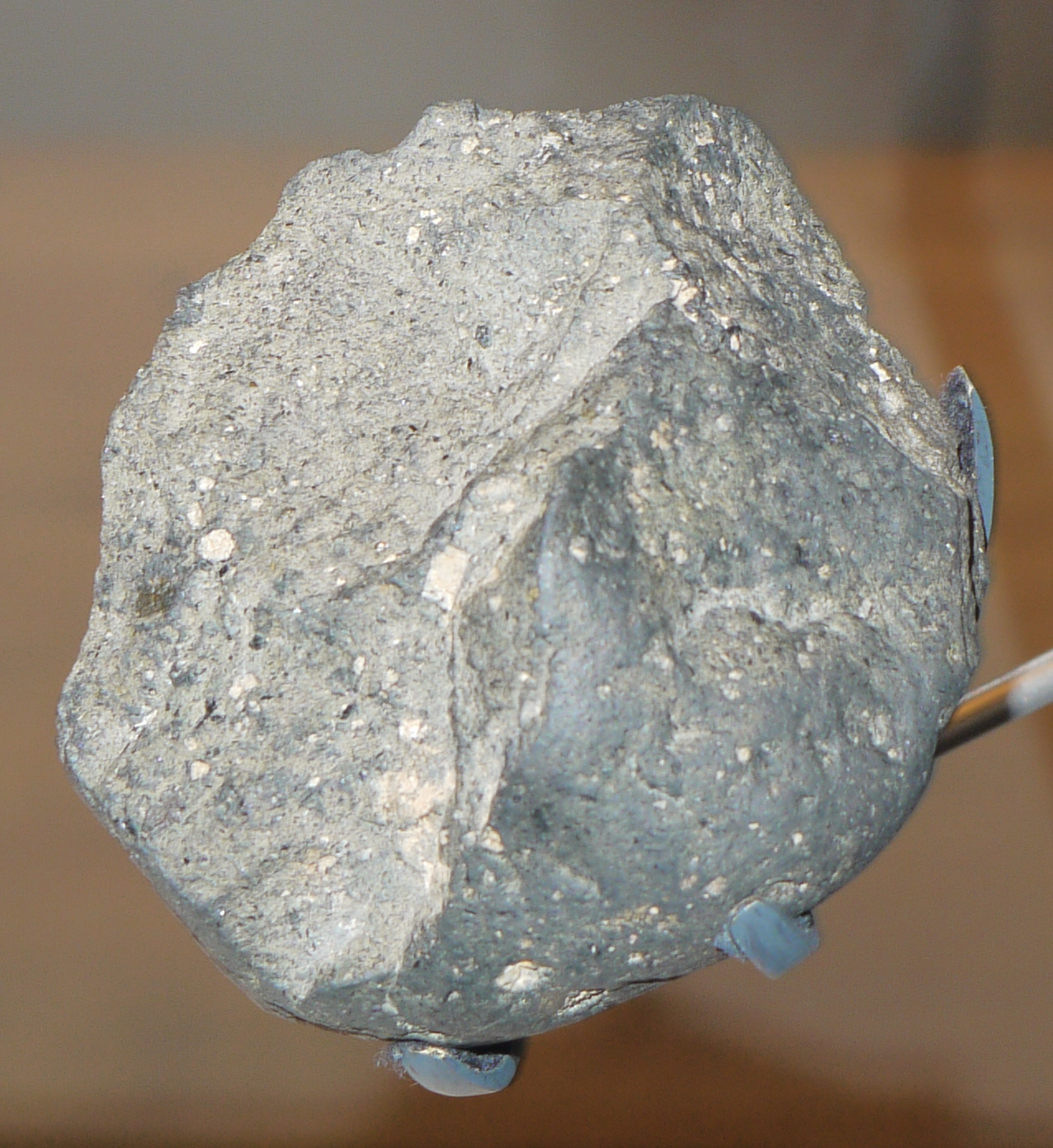
Galet aménagé, gorges d'Olduvai, Tanzanie

- Gorges d'Olduvai
  - niveau I, 1,8 Ma
  - niveau II, 1,5 Ma

### Algérie
- Aïn Boucherit, environ 2 Ma
  - C'est le plus ancien site préhistorique d'Afrique du Nord.
- Aïn Hanech, 1,7 Ma

### Afrique du Sud
- Swartkrans, Gauteng

## Acheuléen
L'Acheuléen commence en Afrique il y a 1,76 million d'années avec le plus ancien site connu ayant livré une industrie lithique acheuléenne, Kokiselei 4, au Kenya.

### Éthiopie

#### Vallée de l'Awash
- Kada Gona, bas-Awash, 1,7 à 1,6 Ma

- Melka Kunture, haut-Awash, 1,4 Ma à 150 ka[3],[7]
  - 1,4 à 1 Ma
  - Garba XII, 1 Ma à 840 ka
  - Gomboré II, 840 à 500 ka
  - Garba I, 500 ka à 250 ka
  - Garba III, 250 ka à 150 ka

- Gadeb, moyen-Awash[8]

#### Vallée de l'Omo
- Konso Gardula (KGA), vallée de l'Omo, 1,75 à 0,85 Ma[9]
  - Konso présente le deuxième site acheuléen le plus ancien d'Afrique (KGA 6-A1), daté de 1,75 Ma. Il comporte de nombreux pics et couteaux lithiques.
  - Les sites les plus nombreux sont datés de 1,45 à 1,25 Ma. Parmi eux, KGA 10 (1,45 Ma) a livré des fossiles fragmentaires d'Homo ergaster et un crâne partiel de Paranthropus boisei. Les bifaces de cette époque sont de meilleure facture, plus symétriques, que les pièces plus anciennes, notamment grâce à l'emploi de la méthode Kombewa, et peut-être aussi grâce à l'apparition de la technique du percuteur tendre.
  - Les derniers sites, datés de 0,85 Ma (KGA 18-A1 et KGA 20-A1), présentent des bifaces classiques, dotés d'une parfaite symétrie.

### Kenya

#### Lac Turkana
- Turkana est
  - Karari, 1,6 Ma
  - FxJj
    - FxJj 20, 1,5 Ma[10]
      - Traces d'utilisation du feu : sédiment, pierres et ossements brulés

    - FxJj 63, 1,4 Ma

  - Koobi Fora[11]

- Turkana ouest
  - Kokiselei 4, 1,76 Ma[6]
    - Il s'agit du site acheuléen le plus ancien d'Afrique.

  - Kalochoro, 1,65 Ma

#### Vallée du Rift
- Olorgesailie[12]
- Kilombe[13]
- Isenya[14],[15]

### Tanzanie
- Peninj, 1,5 à 1,2 Ma

- Gorges d'Olduvai
  - HWK-EE, 1,7 Ma
  - EF-HR, 1,5 Ma
  - BK, 1,3 Ma

### Algérie
- Tighennif, 700 ka[16],[17]
- Tabelbala-Tachenghit[18]
- Erg Tihodaine, 250 ka

### Maroc
- Carrière Thomas I, à Casablanca, près de 1 Ma

### Niger
- Adrar Bous, Nord-Niger, vers 400 ka
- Termit-Gossololom, Centre-Niger[19]

### RD Congo
- La Kamoa[20]

### Afrique du Sud
- Grotte de Wonderwerk, Cap-Nord, 1 Ma[10]
  - Traces d'utilisation du feu, 30 m à l'intérieur de la grotte, dans la couche 10 : traces de cendres et d'ossements brulés
  - Bifaces
- Swartkrans, Gauteng[10]
  - membre 3 : 1 Ma
    - Traces d'utilisation du feu : os brulés associés à la présence d'outils en os
- Pinnacle Point, Cap-Occidental
  - Bifaces ayant subi un traitement thermique par le feu : 164 ka